# Cmentarz żydowski w Gilinie
Cmentarz żydowski w Gilinie – kirkut społeczności żydowskiej zamieszkującej Bielsk i okoliczne miejscowości. Znajduje się we wsi Gilino po prawej stronie drogi prowadzącej do Płocka. Ma kształt czworokąta o powierzchni 1,11 ha i jest otoczony rowem.
W czasie II wojny światowej nekropolia uległa zniszczeniu przez Niemców. Macewy zostały wykorzystane jako materiał budowlany.
Do dziś na terenie dawnego cmentarza nie zachował się ani jeden nagrobek.